# Grand Prix-wegrace van België 1975
De Grand Prix-wegrace van België 1975 was de achtste race van het wereldkampioenschap wegrace-seizoen 1975. De race werd verreden op 6 juli 1975 op het Circuit de Spa-Francorchamps nabij Malmedy, (Liège). In België werden de wereldtitels in de 50cc-, 125cc- en de zijspanklasse beslist.

## 500 cc
Phil Read was bepaald niet tevreden over zijn MV Agusta, maar in België kwam het minder op het weggedrag van de machines aan en meer op de pure snelheid. Phil Read en Gianfranco Bonera wisten binnen vier ronden al een voorsprong van acht seconden op te bouwen op Barry Sheene (Suzuki). Die begon echter meer gas te geven en terwijl Agostini bij de pit uitviel kwam Sheene bij de twee leiders. In de voorlaatste ronde kwam Read alleen door; zowel Sheene als Bonera vielen uit. Daardoor schoof John Newbold (Suzuki) onverwacht naar de tweede plaats en Jack Findlay (Yamaha), die een tankstop had gemaakt, werd derde.

### Uitslag 500 cc
| Pos | Coureur             | Merk          | Tijd          | Punten     |
| --- | ------------------- | ------------- | ------------- | ---------- |
| 1   | Phil Read           | MV Agusta     | 47' 21" 1     | 15         |
| 2   | John Newbold        | Suzuki        | +1' 08" 6     | 12         |
| 3   | Jack Findlay        | Yamaha        | +1' 55" 0     | 10         |
| 4   | Alex George         | Yamaha        | +2' 21" 9     | 8          |
| 5   | John Williams       | Yamaha        | +2' 24" 0     | 6          |
| 6   | Christian Léon      | König         | +3' 12" 6     | 5          |
| 7   | Alan North          | Yamaha        | +3' 25" 2     | 4          |
| 8   | Francis Hollebecq   | Yamaha        | +3' 35" 8     | 3          |
| 9   | Thierry Tchernine   | Yamaha        | +3' 49" 4     | 2          |
| 10  | Jean-François Baldé | Yamaha        | +3' 50" 5     | 1          |
| 11  | Nico van der Zanden | Yamaha        |               |            |
| DNF | Helmut Kassner      | Yamaha        |               |            |
| DNF | Gérard Dillman      | Yamaha        |               |            |
| DNF | Tom Herron          | Yamaha        |               |            |
| DNF | Philippe Chaltin    | Yamaha        |               |            |
| DNF | Mick Grant          | Kawasaki      |               |            |
| DNF | Teuvo Länsivuori    | Suzuki        | motor         |            |
| DNF | Dieter Braun        | Yamaha        |               |            |
| DNF | Chas Mortimer       | Maxton-Yamaha | Maxton-Yamaha |            |
| DNF | Pentti Korhonen     | Yamaha        |               |            |
| DNF | Philippe Bouzanne   | Yamaha        |               |            |
| DNF | Gianfranco Bonera   | MV Agusta     | ontsteking    | ontsteking |
| DNF | Barry Sheene        | Suzuki        |               |            |
| DNF | Horst Lahfeld       | König         |               |            |
| DNF | Víctor Palomo       | Yamaha        |               |            |
| DNF | Bernard Fau         | Yamaha        |               |            |
| DNF | John Dodds          | Yamaha        |               |            |
| DNF | Patrick Pons        | Yamaha        |               |            |
| DNF | Olivier Chevallier  | Yamaha        |               |            |
| DNF | John Weeden         | Yamaha        |               |            |
| DNF | Tony Rutter         | Yamaha        |               |            |
| DNF | Giacomo Agostini    | Yamaha        | ontsteking    | ontsteking |

## 250 cc
Paolo Pileri, die net met een Morbidelli zijn wereldtitel in de 125cc-klasse had veiliggesteld, stond in de 250cc-klasse in België op de derde startplaats met een Yamaha TZ 250. Johnny Cecotto stond ook op de eerste rij naast de beide Harley-Davidsons. Na de start vormden Cecotto, Villa (poleposition) en Rougerie meteen een kopgroep, terwijl Pileri iets achterop raakte om even later uit te vallen. Tussen de drie koplopers ontstond een flink gevecht, waarbij Cecotto bij het remmen bij de La Source-hairpin tijd goed maakte, terwijl de Harley-Davidsons bergaf weer sneller waren. Door de beide Harley's bij la Source uit te remmen schoot Cecotto vlak voor de finish naar de eerste plaats en hij won met 0,4 seconden voorsprong op Rougerie, terwijl Villa derde werd. Hierdoor was de strijd om de wereldtitel weer enigszins open.

### Uitslag 250 cc
| Pos | Coureur                | Merk            | Tijd      | Punten |
| --- | ---------------------- | --------------- | --------- | ------ |
| 1   | Johnny Cecotto         | Yamaha          | 46' 11" 7 | 15     |
| 2   | Michel Rougerie        | Harley-Davidson | +0" 4     | 12     |
| 3   | Walter Villa           | Harley-Davidson | +1" 8     | 10     |
| 4   | Bruno Kneubühler       | Yamaha          | +47" 4    | 8      |
| 5   | Leif Gustafsson        | Yamaha          | +1' 01" 4 | 6      |
| 6   | Harald Bartol          | Yamaha          | +1' 18" 9 | 5      |
| 7   | Chas Mortimer          | Maxton-Yamaha   | +1' 20" 0 | 4      |
| 8   | Dieter Braun           | Yamaha          | +1' 20" 6 | 3      |
| 9   | John Williams          | Yamaha          | +1' 20" 9 | 2      |
| 10  | Patrick Pons           | Yamaha          | +1' 21" 1 | 1      |
| 11  | Bernard Fau            | Yamaha          |           |        |
| 12  | Otello Buscherini      | Yamaha          |           |        |
| 13  | Tom Herron             | Yamaha          |           |        |
| 14  | Jean-Louis Guignabodet | Yamaha          |           |        |
| 15  | Francis Hollebecq      | Yamaha          |           |        |
| 16  | Víctor Palomo          | Yamaha          |           |        |
| 17  | Alain Terras           | Yamaha          |           |        |
| 18  | Rolf Minhoff           | Yamaha          |           |        |
| 19  | Olivier Chevallier     | Yamaha          |           |        |
| DNF | Paolo Pileri           | Yamaha          |           |        |

## 125 cc
Kent Andersson moest in België winnen om zelfs nog maar een theoretische kans op de wereldtitel te houden. In de training was Pier Paolo Bianchi weliswaar langzamer dan Andersson, maar Paolo Pileri was juist sneller. Teamorders had men bij Morbidelli niet meer nodig: als Andersson maar niet won kon er niets fout gaan. Toch lag Pileri meestal aan de leiding en hij won de race ook. Hij kwam wel zonder benzine te staan, maar dat kwam omdat hij niet in de gaten had dat de race al afgelopen was. Bianchi werd tweede en Kent Andersson werd slechts derde, terwijl de nieuwe wereldkampioen Paolo Pileri op de bezemwagen moest wachten om terug te komen in het rennerskwartier.

### Uitslag 125 cc
| Pos | Coureur            | Merk        | Tijd      | Punten |
| --- | ------------------ | ----------- | --------- | ------ |
| 1   | Paolo Pileri       | Morbidelli  | 44' 33" 9 | 15     |
| 2   | Pier Paolo Bianchi | Morbidelli  | +10" 0    | 12     |
| 3   | Kent Andersson     | Yamaha      | +1' 12" 1 | 10     |
| 4   | Henk van Kessel    | Condor      | +1' 53" 9 | 8      |
| 5   | Eugenio Lazzarini  | Piovaticci  | +2' 01" 1 | 6      |
| 6   | Cees van Dongen    | Bridgestone | +2' 02" 3 | 5      |
| 7   | Leif Gustafsson    | Yamaha      | +2' 51" 4 | 4      |
| 8   | Bruno Kneubühler   | Yamaha      | +3' 07" 6 | 3      |
| 9   | José Lazo          | MZ          | +1 ronde  | 2      |
| 10  | Manuel Arias       | MZ          | +1 ronde  | 1      |
| 11  | Benito Jull        | MZ          | +1 ronde  |        |
| 12  | Hans-Jürgen Hummel | Yamaha      | +1 ronde  |        |
| 13  | Benjamin Laurent   | Yamaha      | +1 ronde  |        |
| 14  | Michel Baloche     | Motobécane  | +1 ronde  |        |
| 15  | Werner Rubel       | Maico       | +1 ronde  |        |

## 50 cc
Hoewel de trainingstijd van Eugenio Lazzarini in Spa-Francorchamps liefst 5,5 seconden sneller was dan die van de concurrentie, vormde zich na de start van de race een klein kopgroepje met Lazzarini, Ángel Nieto en Julien van Zeebroeck. Toen Julien van Zeebroeck in zijn thuisrace de leiding nam concentreerde Nieto zich vooral op het afhouden van Lazzarini. Een tweede plaats was immers genoeg voor de wereldtitel en zo won Julien van Zeebroeck zijn tweede Grand Prix. Nieto werd tweede én wereldkampioen en Lazzarini eindigde als derde.

### Uitslag 50 cc
| Pos | Coureur              | Merk              | Tijd      | Punten |
| --- | -------------------- | ----------------- | --------- | ------ |
| 1   | Julien van Zeebroeck | Van Veen-Kreidler | 30' 59" 3 | 15     |
| 2   | Ángel Nieto          | Van Veen-Kreidler | +4" 3     | 12     |
| 3   | Eugenio Lazzarini    | Piovaticci        | +4" 6     | 10     |
| 4   | Theo Timmer          | Jamathi           | +1' 25" 5 | 8      |
| 5   | Nico Polane          | Kreidler          | +1' 25" 7 | 6      |
| 6   | Cees van Dongen      | Kreidler          | +1' 26" 0 | 5      |
| 7   | Gerhard Thurow       | Kreidler          | +1' 26" 7 | 4      |
| 8   | Ulrich Graf          | Kreidler          | +2' 24" 3 | 3      |
| 9   | Jan Huberts          | Jamathi           | +2' 24" 8 | 2      |
| 10  | Pierre Audry         | ABF               | +2' 30" 0 | 1      |
| 11  | Stefan Dörflinger    | Kreidler          |           |        |
| 12  | Gerrit Strikker      | Kreidler          |           |        |
| 13  | Patrick de Wulf      | Kreidler          |           |        |
| 14  | Guido de Lys         | Kreidler          |           |        |
| 15  | Jean-Paul Fargues    | ABF               |           |        |
| 16  | Wolfgang Golembeck   | Kreidler          |           |        |
| 17  | Henk ten Wolde       | Kreidler          |           |        |
| 18  | Ingo Emmerich        | Kreidler          |           |        |
| 19  | Joaquin Galí         | Derbi             |           |        |
| 20  | Armando Lopez        | Derbi             |           |        |
| 21  | Guy Muyters          | Kreidler          |           |        |
| 22  | André Duchene        | Derbi             |           |        |
| 23  | René Renier          | Kreidler          |           |        |

## Zijspanklasse
De wereldtitel bij de zijspannen werd beslist in België. Hoewel Werner Schwärzel aanvankelijk de leiding had, viel hij uit, waardoor Rolf Steinhausen/Josef Huber de race wonnen en onbereikbaar werden. Door de vele uitvallers werden Gustav Pape/Franz Kallenberg met hun König tweede en Mick Boddice/Clive Pollington (eveneens met een König) derde.

### Uitslag zijspanklasse
| Pos | Coureur          | Bakkenist         | Merk         | Tijd      | Punten |
| --- | ---------------- | ----------------- | ------------ | --------- | ------ |
| 1   | Rolf Steinhausen | Josef Huber       | Busch-König  | 45' 08" 2 | 15     |
| 2   | Gustav Pape      | Franz Kallenberg  | König        | +1' 17" 2 | 12     |
| 3   | Mick Boddice     | Kenny Birch       | Windle-König | +1' 17" 4 | 10     |
| 4   | Otto Haller      | Erich Haselbeck   | BMW          | +3' 07" 3 | 8      |
| 5   | Helmut Schilling | Rainer Gundel     | BMW          | +3' 34" 4 | 6      |
| 6   | Herbert Haller   | Siegfried Neumann | König        | +3' 42" 9 | 5      |
| 7   | Ted Janssen      | Erich Schmitz     | König        |           | 4      |
| 8   | Amedeo Zini      | Andrea Fornaro    | König        |           | 3      |
| 9   | Egon Schons      | Karl Lauterbach   | BMW          |           | 2      |
| 10  | Dennis Keen      | Roy Keen          | Keen-König   |           | 1      |
| 11  | Herbert Prügl    | Johann Kußberger  | König        |           |        |
| DNF | Werner Schwärzel | Andreas Huber     | König        |           |        |

1921 · 1922 · 1923 · 1924 · 1925 · 1926 · 1927 · 1928 · 1929 · 1930 · 1931 · 1932 · 1933 · 1934 · 1935 · 1936 · 1937 · 1938 · 1939 · 1947 · 1948 · 1949 · 1950 · 1951 · 1952 · 1953 · 1954 · 1955 · 1956 · 1957 · 1958 · 1959 · 1960 · 1961 · 1962 · 1963 · 1964 · 1965 · 1966 · 1967 · 1968 · 1969 · 1970 · 1971 · 1972 · 1973 · 1974 · 1975 · 1976 · 1977 · 1978 · 1979 · 1980 · 1981 · 1982 · 1983 · 1984 · 1985 · 1986 · 1988 · 1989 · 1990